# マリエスタ
マリエスタ（英語表記：Marie Esther、3月23日 - ）は、日本の女性モデル。京都府京都市右京区出身。
Nanon management Inc.所属。

## 人物
- 趣味は油絵、ドイツ料理、編物、クラシックバレエ。特技はドイツ語、日本画。
- ドイツと日本のハーフ。三児の母である。
- 京都造形芸術大学卒業。

## 出演

### TV
- 都のかほり（テレビ朝日、2000年～2002年）
- サンデープレゼント（テレビ朝日）
- 素敵!名画の旅（テレビ朝日）

### CM
- 日産 エルグランド
- サントリー 膳（2001年）
- TCK ツインクル
- ネスレ ゴールドブレンド
- メルセデス・ベンツ Cクラス
- 日本通運 えころじこんぽ
- ソニー ハンディカム
- ZURICH スーパー自動車保険
- DTC TRILOGY
- マンパワー・ジャパン（2007年）
- キユーピー ドレッシング（2007年）
- 花王 ハミング（2007年）

### ショー
- 鈴乃屋 きもの文化フェスティバル
- 山岡毛皮 '01コレクション
- ファッションカンタータ from KYOTO

### スチル
- ナガセビューティケア
- 丸紅
- 資生堂
- キタムラ A/W New Collection
- 丸紅 '01カレンダー
- 伊勢丹 '99お歳暮・'00お中元カタログ
- 資生堂 ビューティブック
- POLA コフレ

### 雑誌
- 30ans
- marisol
- LEE
- ミセス
- MAQUIA（集英社）
- ＥｆｉＬ